# Oksana Domnina
Oksana Domnina (n. 17 august 1984, Kirov, RSFS Rusă, URSS) este o dansatoare pe gheață ce a reprezentat Rusia, medaliată olimpică. A participat la 2 ediții ale Jocurilor Olimpice (2006, 2010) în care a câștigat o medalie de bronz.